# Lafayette Gilchrist

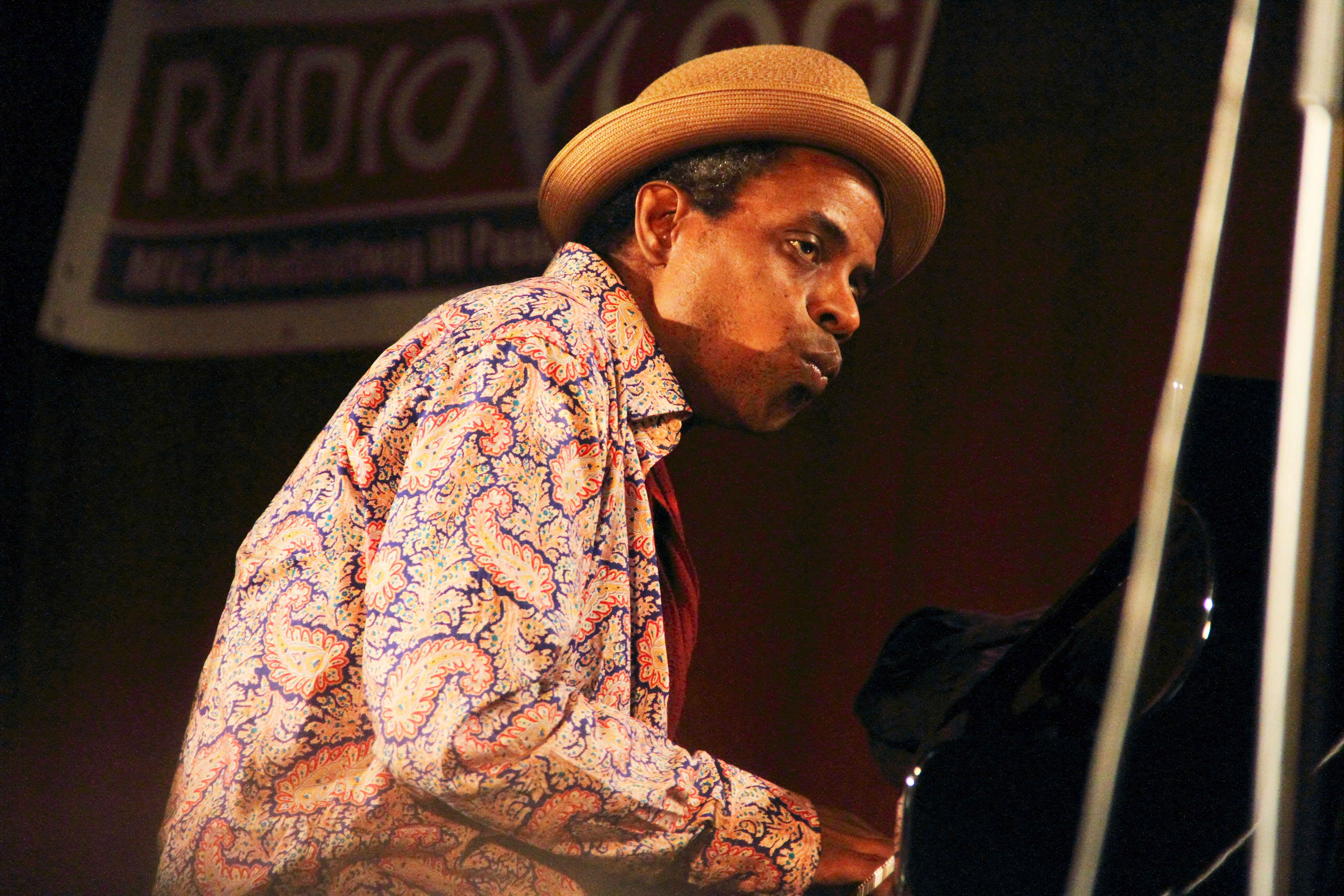
Mit David Murray Class Struggle auf dem INNtöne Jazzfestival 2018

Lafayette F. Gilchrist (* 3. August 1967) ist ein US-amerikanischer Jazzpianist und Komponist.

## Leben und Wirken
Gilchrist wuchs in Baltimore auf und studierte an der University of Maryland, Baltimore County. Ein früher Mentor war Anfang der 1990er Jahre der Musikpädagoge Carl Grubbs. Seine Karriere begann er als Komponist für die US-TV-Serie The Wire; er arbeitete dann u. a. mit David Murray (Live in Berlin – Black Saint Quartet, 2008), Mihály Dresch, Louis Moholo, Sabir Mateen, Gerald Cleaver und Hamid Drake. 2004 legte er sein Debütalbum The Music According to Lafayette Gilchrist bei Hyena Records vor, nachdem er zu vor 2002 zwei Alben im Selbstvertrieb herausgegeben hatte. 2006 wirkte er beim Remix von Benny Golsons Minor Vamp (Basement Boys Remix) mit, der auf dem Sampler Re-Bop: The Savoy Remixes veröffentlicht wurde. William Parker nahm 2010 zwei seiner Kompositionen (I Plan to Stay a Believer, If There's a Hell Below) auf. Seine Filmkomposition Assume the Position erschien 2008 auf der Nonesuch-Kompilation The Wire „...And All the Pieces Matter“ – Five Years of Music from The Wire.
Gilchrist arbeitet gegenwärtig mit seinem Trio Inside Out (mit Michael Formanek und Eric Kennedy), seiner Band The New Volcanoes und einem Oktett, das Go-Go, Soul, Funk und Hip-Hop einbezieht.

## Auszeichnungen
Sein Album Soul Progression wurde 2008 mit dem Independent Music Awards ausgezeichnet. 2011 wurde er für den Baker Artists Awards des William G. Baker, Jr. Memorial Fund nominiert.

## Diskografie
- The Music According to Lafayette Gilchrist (2006)
- Towards a Shining Path (2005)
- Three (2007)
- Soul Progression (2008)
- Now (2020) solo
- Undaunted (2023)